# 氷餅
氷餅（凍り餅、こおりもち）とは、餅を水に浸して凍らせたものを寒風に晒して乾燥させた保存食。別名は干し餅（ほしもち）、凍み餅（しみもち）、凍み氷（しみごおり）。各地の生産量は減少の一途を辿っている。

## 概要
鎌倉時代の発祥で主に東北地方から信越地方（安曇野から諏訪湖畔一帯の中信地方・南信地方）にかけての寒冷地で作られ、飢饉に対する備蓄食や日常食として利用されてきた。伝統的に小正月前後に搗いた餅や残った餅を氷餅として加工して田植えの時期やむけ節句（6月1日）の際に食する地方が多い。江戸時代の一時期には一般庶民の私的製造が禁止されていた事もあるが明治時代になって再開されたとする研究がある。

## 利用
糒と同じように水で戻してから加熱し餅として食する他、炒って食したり、乾燥状態のまま細かく砕いて和菓子の原料とする場合もある。

## 製法
一年のうち最も寒い時期に製造されるが、出来映えには気象条件が大きく影響する。特に炊飯には向かない屑米を粉末状にして牛蒡やオヤマボクチなどの粉と混ぜて餅を作ってそれを氷餅とする場合もある。副原料として加えられるゴボウやオヤマボクチは、乾燥時に生じる割れを抑制する目的と考えられている。
適当な大きさに切った餅を水に浸けてから寒気に晒し凍結と溶解を繰り返し1ヶ月程度かけて乾燥させる（寒ざらし）。
また、大豆やゴマを副原料として加える事もある。